# Comore-szigetek
A Comore-szigetek (teljes nevén: Comore-szigeteki Unió, franciául: Union des Comores, arabul: الإتّحاد القمريّ Al-Ittiḥād al-Qamariyy) Madagaszkártól északra található szövetségi köztársaság. Az országnév nálunk használt alakja francia eredetű, ennek kiejtése [komór-szigetek]. Az ország neve arab eredetű, jelentése: A Hold szigetei.

## Földrajz

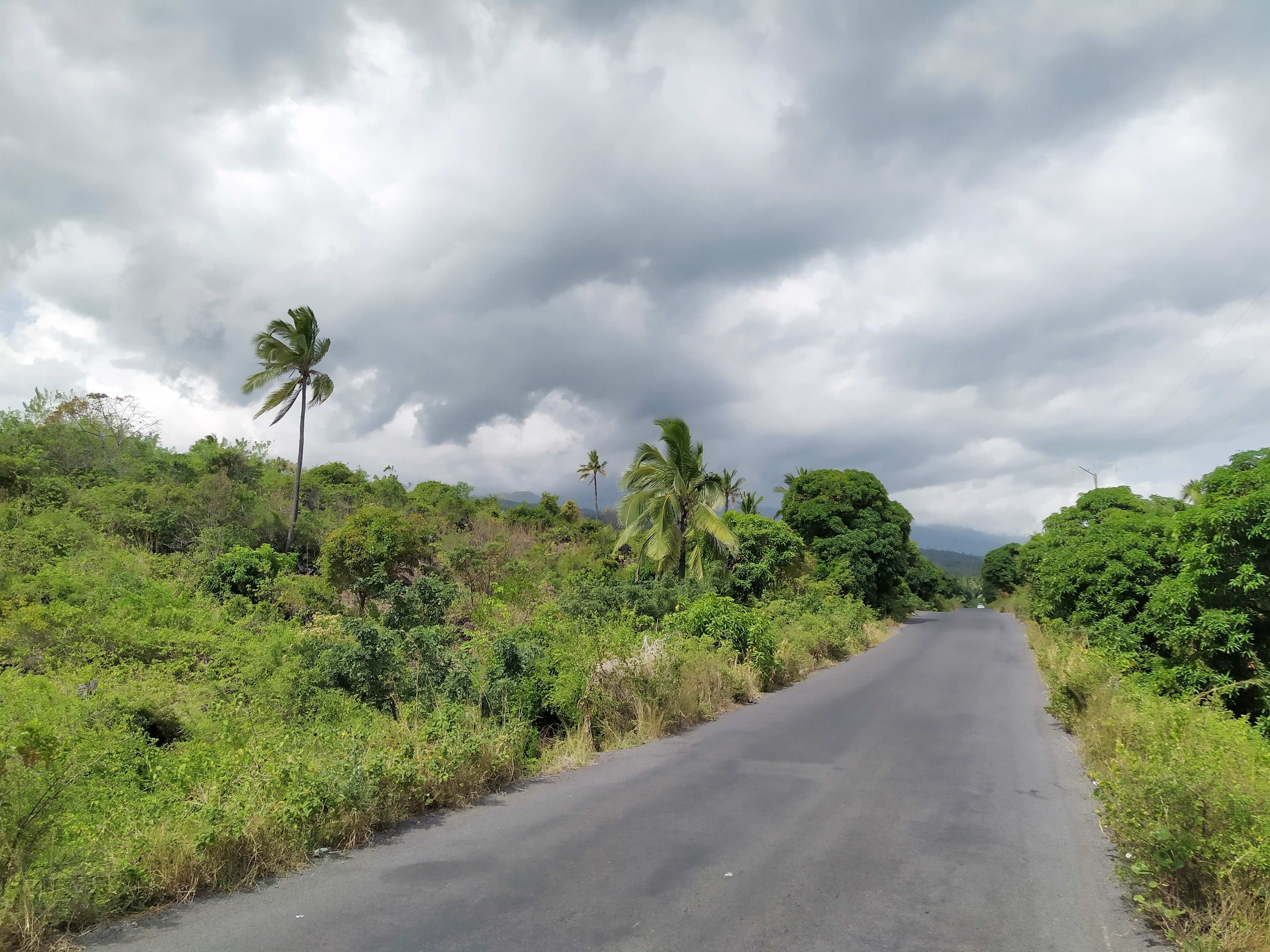
Út a szigeteken

### Domborzat
A Comore-szigetek három nagyobb és több kisebb korall- és vulkanikus szigeten helyezkedik el, amelyek közül a legnagyobb szigeten a Kartala vulkán még ma is működik. Legmagasabb pontja: Kartala, 2360 m.

### Vízrajz
Nincs jelentősebb vízfolyás. A tengerpartok hossza 340 km.

### Éghajlat
Az év során a trópusi-tengeri éghajlat következtében a hőmérséklet alig ingadozik. Július-augusztus hónapban a legalacsonyabb a középhőmérséklet (22 °C), míg február-március hónapban a legmagasabb (27 °C). A csapadékot hozó északnyugati monszun novembertől májusig uralkodik, utána októberig a délkeleti passzátszél szárazságot okoz. A forró időszakokban gyakran trópusi forgószelek pusztítanak. Az átlagos csapadékmennyiség évi 1000–4000 mm a fekvéstől és a tengerszint feletti magasságtól függően.

### Élővilág, természetvédelem
Az eredeti növényzetnek számító trópusi őserdőket jórészt mára kiirtották. Az értékes nemesfák szórványosan találhatók csak a magasabban fekvő területeken. A tájra ma már inkább a szavannák és az ültetvények a jellemzőek. Elsősorban mangófák, kókuszpálmák és banánfák nőnek a lapályos vidékeken. A partot helyenként mangrovepálmák borítják.
Állatvilága viszonylag szegényes. A ritka madár- és teknősfajták mellett, a hamvas maki egyik alfaja egyedül itt honos. A parti vizekben igen sok víziállat él. A Comore-szigeteknél fogtak néhány példányt a bojtosúszós maradványhalból.

#### Nemzeti parkjai

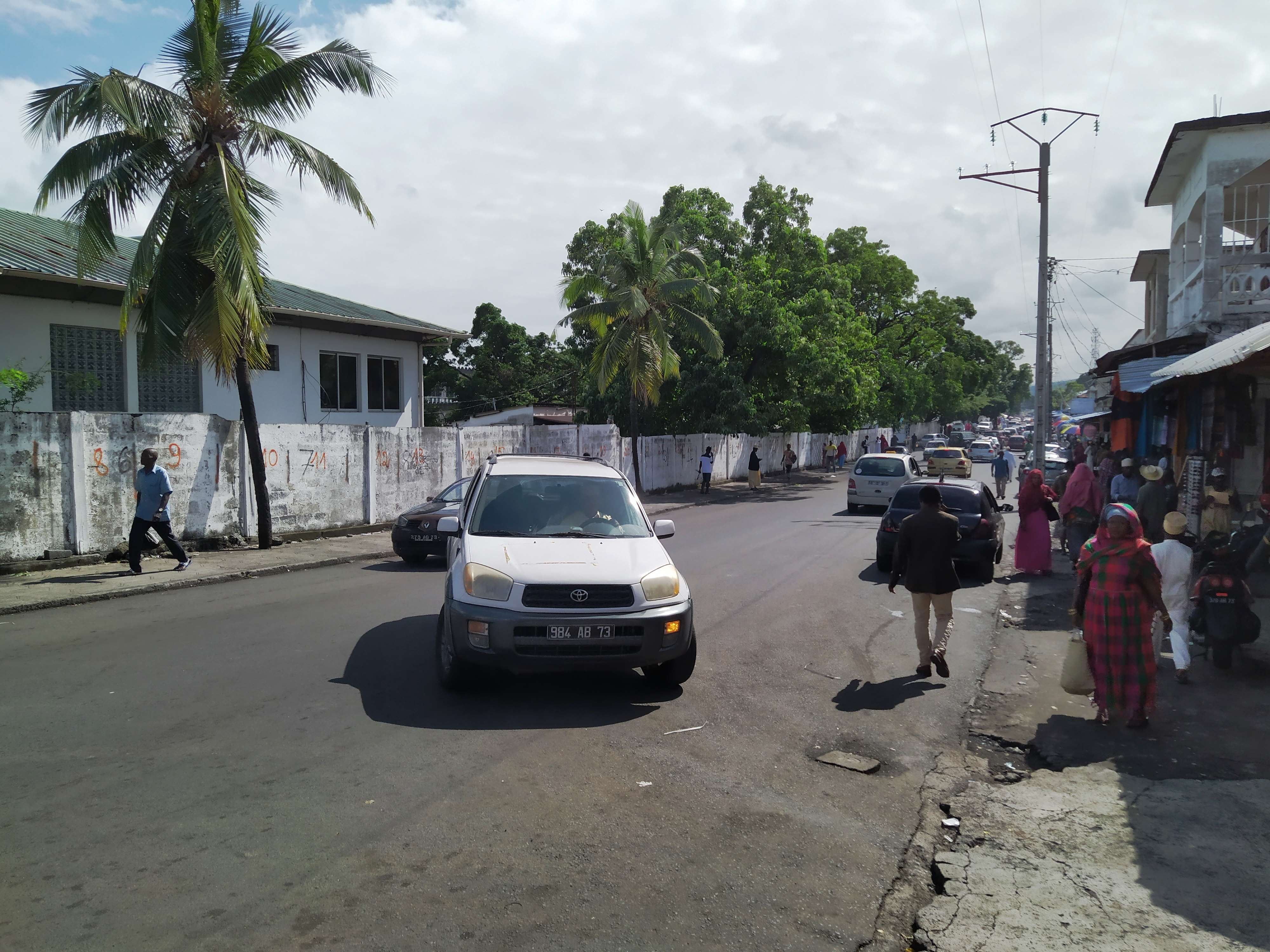
Egy utca a fővárosban, Moroniban

A Comore-szigeteken hat nemzeti park található: Karthala, Coelacanth és Mitsamiouli Ndroudi a Grande Comore szigeten, a Ntringui-hegy és Shisiwani az Anjouan szigeten, valamint a Mohéli Nemzeti Park a Mohéli szigeten. A Karthala és a Mount Ntrigui nemzeti parkok a szigetek legmagasabb csúcsait védik, a Coelacanth, a Mitsamiouli Ndroudi és a Shisiwani pedig tengeri nemzeti parkok, amelyek a sziget parti vizeit és a peremzátonyokat védik. A Mohéli Nemzeti Park szárazföldi és tengeri területeket egyaránt magában foglal.

#### Természeti világörökségei
A Comore-szigetek 2000-ben csatlakozott a világ kulturális és természeti örökségének megóvását célzó egyezményhez. 2022 végéig egyetlen helyszín sem szerepel a világörökség listáján.

### Környezeti veszélyforrások
Erdőirtás; talajromlás és erózió az erdők elvesztése és a megfelelő teraszosítás nélküli lejtőkön történő növénytermesztés következtében; a tengeri biodiverzitás csökkenése, mivel a talajerózió a korallzátonyok eliszaposodásához vezet.

## Történelem
Az első emberek, akik Comore-szigeteken éltek, valószínűleg polinéziai és melanéziai eredetűek voltak, őket malájok követték. A letelepedés nem régebbi a 6. századnál. Szuahéli telepesek a szigeteket a nagy bantu vándorlás idején érték el 1000 körül.
Portugál felfedezők 1505-ben látogatták meg a szigeteket.
A 16. században arab és perzsa kereskedők érkeztek a szigetekre. Ők afrikaiakat hoztak az ültetvényekre munkásoknak. Később portugál, holland, majd francia kereskedők érkeztek ide, azonban a 19. század közepéig az arab-iszlám hatás jelentős volt.
A 19. század elején a francia és angol érdekszférába tartozott. A francia gyarmatosítás 1841-ben kezdődött Mayotte sziget francia birtokba vételével és 1909-ben fejeződött be, amikor Anjouan szigetének szultánja lemondott, és Mohéli szigetének királynője (szultánája), Szalima Masamba szintén elvesztette a trónját, így ezek a szigetek is francia uralom alá kerültek, de hivatalosan 1912-ben lett francia gyarmat a szigetcsoport.
A második világháború alatt a Vichy-Franciaország része volt, majd a britek megszállták a gyarmatot. 1956-ban Franciaország autonómiát adott a szigeteknek.
A Comore-szigetek a Szuezi-csatorna megnyitásáig a Távol-Keletre és Indiába tartó hajóút fontos állomása volt. Akkor viszont hajóforgalma jelentősen csökkent. Kezdetben az egyetlen exportálható termék a kókuszdió volt. Francia telepesek, francia vállalkozások és gazdag arab kereskedők létesítettek exportorientált ültetvényeket, amelyek elfoglalták a termőföld egyharmadát. Mayotte megszerzése után a franciák a szigetet cukortermelő gyarmattá alakították. A többi sziget gazdasága is átalakult, megkezdték az ylang-ylang, a vanília, a kávé, a kakaó és a szizál termesztését.
A szigetcsoport a francia védnökség évei után 1975. július 6-án Mayotte sziget kivételével elszakadt Franciaországtól. 1999-től katonai uralom következett, elsősorban az Anjouan és Mohéli szigeteken található szeparatista törekvéseinek megakadályozására. 2001-ben kihirdették az új alkotmányt, a választásokat pedig 2002-ben tartották. 2006-ban volt az első békés és demokratikus hatalomváltás a szigetek történetében, rengeteg katonai puccs és Bob Denard francia kalandor akciói után.
Anne Etter, Mohéli (comorei nyelven Mwali) királyi hercegnője, a Comore-szigetek Fejlesztési Társaságának (Association Développement des Îles Comores) elnökeként napjainkban képviseli a királyi házat a Comore-szigeteken mint Szalima Masamba szultána-királynőnek, Mohéli (Mwali) utolsó uralkodójának az unokája.

## Államszervezet és közigazgatás

### Nemzeti jelképek, színek
Négy ötágú csillag és félhold; nemzeti színek: zöld, fehér.

### Alkotmány, államforma
Államforma: iszlám szövetségi köztársaság
2001-ben a Comore-szigeteken új alkotmányt fogadtak el. Ez rögzíti, hogy az ország szövetségi köztársaság és az államvallás az iszlám. Az ország államfőjét 4 évre választják.

### Törvényhozás, végrehajtás, igazságszolgáltatás
1990 óta az országban többpártrendszer van.
A választójog minden 18. évét betöltő embert megillet. A szigetek tagja az ENSZ-nek, az Afrikai Uniónak és az Arab Ligának.

### Közigazgatási beosztás
A Comore-szigetek három szigetből áll. Mindhárom szigetnek külön autonómiája van.
A szigetek:
- Anjouan
- Grande Comore
- Mohéli

### Vitás területek
Földrajzilag a Comore-szigetek része Mayotte sziget és a környező kisebb szigetek. Amíg Comore-szigetek francia gyarmat volt, addig Mayotte közigazgatásilag hozzá tartozott. Amikor Comore-szigetek független ország lett, Mayotte népszavazás útján francia gyarmat maradt. Comore-szigetek állama ezt nem ismeri el, saját területéhez számítja Mayotte területét.
A Glorioso-szigeteket a gyarmati korban Comore-szigetekről igazgatták a franciák. A függetlenség megadása erre nem vonatkozott, de a comorei állam követeli a területet.
Van a Glorioso-sziget csoportjában egy korábbi sziget, amelyet mára ellepett a tenger: Banc du Geyser. Comore-szigetek állama szerint kizárólagos gazdasági övezetéhez tartozik, míg Madagaszkár 1976-ban annektálta.

### Védelmi rendszer
Védelmi erő: nagyjából 600 fő katona, és 500 fő rendőr. (2020-as becslés)
18 éves kortól 2 éves önkéntes férfi és női katonai szolgálat van; nincs kötelező sorkatonai szolgálat.
A katonaság és rendőrség képességei korlátozottak a keresési és mentési műveletek végrehajtására és a belső biztonság fenntartására; a Franciaországgal kötött védelmi szerződés tengeri erőforrásokat biztosít a felségvizek védelmére, a Comore-szigeteki katonai személyzet kiképzésére és légi felügyeletre; Franciaország egy kisebb tengeri bázist és egy idegenlégiós kontingenst tart fenn a szomszédos Mayotte-on.

## Népesség

### Általános adatok
Lakosság: 864.335 fő. (2021-es becslés)
- Népsűrűség: 386 fő/km²
- Népességnövekedési ráta: 1,4%
- Várható átlagos élettartam: 66,9 év
- Csecsemőhalandósági ráta (igen magas): 58 haláleset / 1000 élveszületés

### Népességének változása
| Lakosok száma | 541 976 | 570 491 | 600 733 | 632 736 | 666 097 | 683 081 | 717 503 | 823 652 | 860 294 | 902 348 |
|               | 2001    | 2003    | 2005    | 2007    | 2009    | 2010    | 2012    | 2017    | 2020    | 2022    |

### Etnikai, nyelvi, vallási megoszlás
A hivatalos nyelvek: az arab (amit a többség nem beszél) és a francia. Még beszélik a comoreit is, amely az arab és a szuahéli nyelv keveréke.
Népek:
- comorei (bantu, malgas, és ezek keveréke) 97%
- makua 2%
- francia 1%

Vallások:
- szunnita iszlám 98%
- római katolikus 2%

## Gazdaság
Gazdasága: agrárország. A Comore-szigetek a világ egyik legszegényebb országa. A szűkös természeti erőforrások és a gyorsan növekvő népesség a gazdaság alapvető megújítását sürgetné. Bár a szigetek fő gazdasági tevékenysége az ültetvényes mezőgazdaság, de ugyanakkor élelmiszerekből behozatalra szorul. Külföldről tekintélyes nagyságú segélyek érkeznek az országba évről évre. Az ország összes GNP-je: 217 millió amerikai dollár, a GNP/fő értéke: 380  USD. A GDP szektorális megoszlása: mezőgazdaság 40%, ipar 4%, szolgáltatás 56%. A fő kiviteli cikkei: a vanília, az ylang-ylang (illóolaj-alapanyag) és a szegfűszeg. A hagyományos gyarmati kapcsolatainak megfelelően forgalmának közel felét Franciaországgal bonyolítja le.

### Általános adatok
Munkanélküliség: 20% körüli (15-24 éves korosztály). Munkaerő: 278.500 fő (2016-os becslés).

#### Energiatermelés
42 millió kWh (2016-os becslés). A lakosság 70%-a jut villanyáramhoz.
Energiaforrás: 
- fosszilis tüzelőanyag 96%
- vízenergia 4%

#### Gazdasági ágazatok

##### Mezőgazdaság
A terület 84%-a mezőgazdasági termelésre alkalmas, ezen belül szántóföld 47%. Öntözött terület 1,3 km². Termékek: kókuszdió, manióka, rizs, banán, hüvelyesek, magvak, tej, taro, édesburgonya, kukorica, szegfűszeg.

##### Ipar
Halászat, turizmus, parfümpárlatok.

##### Kereskedelem
- Exporttermékek: vanília, szegfűszeg, illóolaj, kopra, kávé, kakaó.
- Importtermékek: rizs és élelmiszerek, kőolajtermékek, fémek, járművek, gépek és berendezések, vegyipari termékek.
- Főbb kereskedelmi partnerek: Franciaország, USA, Szingapúr, Németország, Dél-afrikai Köztársaság, Kenya, Pakisztán.
- Export célországok: Franciaország 32%, India 23%, Németország 10%, Törökország 9%, Madagaszkár 7% (2019-es becslés).
- Import: Kína 22%, Egyesült Arab Emírségek 16%, Franciaország 11%, Pakisztán 9%, India 6%. (rizs, csirketermékek, finomított kőolaj, cement, gépkocsik)

## Közlekedés
- Közutak hossza: 880 km (2002-es adatok)
  - burkolt: 673 km
  - burkolatlan: 207 km
- Repülőterek száma: 4
  - szilárd burkolatú, 2438 és 3047 m között: 1
  - szilárd burkolatú, 914 és 1523 m között: 3 (2017-es adat)
- Kikötők száma: 2 - Moroni, Moutsamoudou

Helyi hajóközlekedés létezik a három sziget között: Grande Comore, Mohéli, Anjouan. A hajók politikai okokból nem járnak Mayotte felé.

## Kommunikáció
A nemzeti állami televízió mellett van az Anjouan regionális kormány által működtetett televízió; nemzeti állami rádió; Grande Comore és Anjouan szigetén a regionális kormányok egy-egy rádióállomást működtetnek; Grande Comore és Moheli szigetén néhány független és kisebb közösségi rádióállomás működik, és e két szigetnek van hozzáférése a Mayotte rádióhoz és a francia televízióhoz.
Mobiltelefon előfizetők száma: 472.815 (2020).
Internet-felhasználók: 69.635 fő, a lakosság 8,48%-a.

### Egyéb telekommunikációs adatok
| Hívójel prefix | D6 |
| ITU zóna       | 53 |
| CQ zóna        | 39 |

## Kultúra

### Oktatási rendszer
15 éves vagy annál idősebbek, akik tudnak írni és olvasni: 58,8%.

### Gasztronómia
A közeli Mayotte szigetének gasztronómiája megegyezik a Comore-szigetek konyhájával. A Comore-szigeteki konyha ausztronéz, szuahéli, arab, perzsa, indiai, portugál és francia elemekből tevődik össze.
A különböző halfajták (köztük a legfontosabbak a tőkehal és tonhal), a rákok, homárok alapanyagai pörköltöknek, amiket gyakran gyökérnövényekkel, tápiókával és nyers banánnal egészítenek ki. Ilyen étel a roti ya houma pampa, amely sózott szárított tőkehalból készül hagymás-paradicsomos mártással. A másik a m'tsolola, mely kardhalból, vaddisznóhúsból, spenótból, tápiókából és más zöldségekből áll.
Francia eredetű a vaníliaszószos homár, amely Mayotte szigetén különösen népszerű.
A Comore-szigeteken marha- és baromfihúst is fogyasztanak. Ilyen fogás fogás a szuahéli mshakiki (nyárson sült marha), amelyhez hasonlót Kenya és Tanzánia területén is fogyasztanak. A akoho sy voanio vagy poulet au coco malagasz eredetű, amely kókuszkrémből és csirkéből áll. A kókuszdió comorei ételek széles választékának alapanyaga.
A piláf a szigeteken is elterjedt pilaou néven, amely Zanzibárról származik. Desszertek a mkatra siniya (fűszertorta), a shihondro (mogyorócukorból készült karamell), a ladu (kesudióval és csipetnyi borssal ízesített rizsgolyó).
Papayából, mangóból és jákafa gyümölcséből gyümölcsleveket préselnek. Kaphatók alkoholtartalmú italok is, de a lakosság zöme nem fogyaszt ilyeneket muszlim vallásuk okán.

## Turizmus
Jelentős bevételt jelent az idegenforgalom.

### Oltások
- Hepatitis A (magas a fertőzésveszély)
- Hepatitis B (magas a fertőzésveszély)
- Hastífusz
- Malária elleni gyógyszer (nagy a kockázata a fertőzésnek).

Javasolt oltás bizonyos területekre utazóknak:
- Kolera

## Sport
A Comore-szigetek eddig még nem nyert érmet az olimpiai játékokon.
- Bővebben: Comore-szigetek az olimpiai játékokon

A Comore-szigeteki labdarúgó-válogatott eddig még nem ért el kiemelkedő eredményeket.
- Bővebben: Comore-szigeteki labdarúgó-válogatott

Leghíresebb Comore-szigeteki labdarúgóklub a Coin Nord de Mitsamiouli. Eddig 7 bajnoki címmel rendelkezik.

## Ünnepnapok
- július 6.: a függetlenség napja